# Kevin VanHook
Compléments
site officiel
Kevin VanHook, né le 24 juin 1965 à Indianapolis dans l'Indiana, est un auteur de comics et réalisateur américain.

## Biographie
Kevin VanHook naît le 24 juin 1965 à Indianapolis dans l'Indiana. En 1992, il travaille pour Valiant Comics où il crée le personnage de Bloodshot. Du 16 mai 1993 au 2 janvier 1994, il scénarise le comic strip de Flash Gordon.
En 1996, il réalise son premier court-métrage intitulé Drifter. En 1998, il commence à tourner Frost: Portrait of a Vampire et fonde une société d'effets spéciaux nommée VanHook Studios. Frost est achevé en 2001 et distribué en DVD en 2003.
En 2002, VanHook Studios fusionne avec la société d'animation Film Roman. During his stint as a visual effects artist and supervisor, VanHook travaille alors sur plusieurs films comme Miss Détective, Hart's War, Daredevil, I, Robot en tant qu'artiste d'effets spéciaux et superviseur.
Film Roman est acheté par IDT Corporation en 2003. Après le rachat d'Anchor Bay Entertainment par IDI, VanHook réalise pour IDT le film  The Fallen Ones avec Casper Van Dien et Robert Wagner. Il réalise ensuite Voodoo Moon un film d'action et d'horreur avec Eric Mabius, Charisma Carpenter, Jeffrey Combs et Dee Wallace.
À partir de 2006, VanHook avec Karen Bailey, crée une série de téléfilms pour Sci Fi Channel : Slayer et Death Row connu aussi sous le titre Haunted Prison.
VanHook retourne aux comics en 2008 avec Superman and Batman vs. Vampires and Werewolves pour DC Comics, puis une mini-série consacrée à Oracle .
Début 2011, VanHook participe à la création des effets spéciaux pour le film Effraction de Joel Schumacher avec Nicolas Cage  et Nicole Kidman.
En 2017 VanHook retrouve Casper Van Dien, Jennifer Wenger et Patrick Muldoon pour le film d'horreur Alpha Wolf écrit par Wes C. Caefer.